# Erica filiformis
Erica filiformis är en ljungväxtart som beskrevs av Richard Anthony Salisbury. Erica filiformis ingår i släktet klockljungssläktet, och familjen ljungväxter.

## Underarter
Arten delas in i följande underarter:
- E. f. longibracteata
- E. f. maritima